# Sant Remic de Charnhac
Saint-Rémy-de-Chargnat és un municipi francès situat al departament del Puèi Domat i a la regió d'Alvèrnia-Roine-Alps. L'any 2007 tenia 559 habitants.

## Demografia

### Població
El 2007 la població de fet de Saint-Rémy-de-Chargnat era de 559 persones. Hi havia 227 famílies de les quals 61 eren unipersonals (41 homes vivint sols i 20 dones vivint soles), 73 parelles sense fills, 89 parelles amb fills i 4 famílies monoparentals amb fills.
La població ha evolucionat segons el següent gràfic:
Habitants censats

### Habitatges
El 2007 hi havia 270 habitatges, 225 eren l'habitatge principal de la família, 13 eren segones residències i 32 estaven desocupats. 267 eren cases i 2 eren apartaments. Dels 225 habitatges principals, 181 estaven ocupats pels seus propietaris, 37 estaven llogats i ocupats pels llogaters i 7 estaven cedits a títol gratuït; 4 tenien dues cambres, 26 en tenien tres, 71 en tenien quatre i 123 en tenien cinc o més. 175 habitatges disposaven pel capbaix d'una plaça de pàrquing. A 93 habitatges hi havia un automòbil i a 114 n'hi havia dos o més.

### Piràmide de població
La piràmide de població per edats i sexe el 2009 era:
| Homes | Edats   | Dones |
| ----- | ------- | ----- |
| 0     | 95 o +  | 0     |
| 0     | 90 a 94 | 0     |
| 0     | 85 a 89 | 0     |
| 8     | 80 a 84 | 0     |
| 12    | 75 a 79 | 20    |
| 24    | 70 a 74 | 12    |
| 8     | 65 a 69 | 8     |
| 0     | 60 a 64 | 8     |
| 4     | 55 a 59 | 12    |
| 12    | 50 a 54 | 8     |
| 20    | 45 a 49 | 4     |
| 16    | 40 a 44 | 24    |
| 16    | 35 a 39 | 12    |
| 32    | 30 a 34 | 16    |
| 12    | 25 a 29 | 36    |
| 4     | 20 a 24 | 12    |
| 8     | 15 a 19 | 12    |
| 20    | 10 a 14 | 20    |
| 4     | 5 a 9   | 20    |
| 20    | 0 a 4   | 8     |

## Economia
El 2007 la població en edat de treballar era de 358 persones, 285 eren actives i 73 eren inactives. De les 285 persones actives 263 estaven ocupades (148 homes i 115 dones) i 21 estaven aturades (4 homes i 17 dones). De les 73 persones inactives 27 estaven jubilades, 29 estaven estudiant i 17 estaven classificades com a «altres inactius».

### Ingressos
El 2009 a Saint-Rémy-de-Chargnat hi havia 229 unitats fiscals que integraven 597 persones, la mediana anual d'ingressos fiscals per persona era de 17.844 €.

### Activitats econòmiques
Dels 24 establiments que hi havia el 2007, 1 era d'una empresa extractiva, 5 d'empreses alimentàries, 1 d'una empresa de fabricació d'altres productes industrials, 10 d'empreses de construcció, 1 d'una empresa de comerç i reparació d'automòbils, 1 d'una empresa immobiliària, 1 d'una empresa de serveis, 1 d'una entitat de l'administració pública i 3 d'empreses classificades com a «altres activitats de serveis».
Dels 10 establiments de servei als particulars que hi havia el 2009, 3 eren paletes, 1 guixaire pintor, 1 fusteria, 1 lampisteria, 2 electricistes i 2 perruqueries.
Els 2 establiments comercials que hi havia el 2009 eren fleques.
L'any 2000 a Saint-Rémy-de-Chargnat hi havia 15 explotacions agrícoles que ocupaven un total de 670 hectàrees.

## Equipaments sanitaris i escolars
El 2009 hi havia una escola elemental integrada dins d'un grup escolar amb les comunes properes formant una escola dispersa.

## Poblacions més properes
El següent diagrama mostra les poblacions més properes.